# Herpetogramma bipunctalis
Herpetogramma bipunctalis es una especie de polilla del género Herpetogramma, categorizada en la tribu Herpetogrammatini, de la subfamilia Spilomelinae. Fue descrita por Johan Christian Fabricius en 1794.
Las larvas son acuáticas. Los ejemplares adultos tienen hábitos nocturnos y son atraídos por la luz.

## Descripción
Mide 23 mm de longitud.

## Distribución
Se distribuye por África: Camerún, Comoras, República Democrática del Congo, Etiopía, Kenia, Reunión, Níger, Seychelles, Tanzania, Togo, Uganda y Zambia. También en Estados Unidos y varios países de América Central y del Sur.